# Huckit Crab
Huckit Crab is een personage uit de Mario-serie.

## Karakteromschrijving
Huckit Crab is een rode krab en een vijand van Mario. Zijn doel is om zandballen naar Mario toe te gooien in de hoop hem te raken. Hij is te verslaan met elke kracht. Zijn zandballen kunnen kapot gaan door erop te springen of door ze te ontwijken. Huckit Crab heeft een rood lijf, witte ogen met zwarte pupillen en gele voeten. Huckit Crab maakte zijn debuut in New Super Mario Bros. Wii, en verscheen daarna nog in Mario Party 9 en New Super Mario Bros. U.